# Gitte Hænning
 (août 2017).
 (janvier 2022).
Le contenu est difficilement compréhensible vu les erreurs de traduction, qui sont peut-être dues à l'utilisation d'un logiciel de traduction automatique.
 (janvier 2011).
Si vous disposez d'ouvrages ou d'articles de référence ou si vous connaissez des sites web de qualité traitant du thème abordé ici, merci de compléter l'article en donnant les références utiles à sa vérifiabilité et en les liant à la section « Notes et références ».
Gitte Hænning, est une chanteuse et actrice danoise, née le 29 juin 1946 à Århus.

## Biographie

### Années 1960

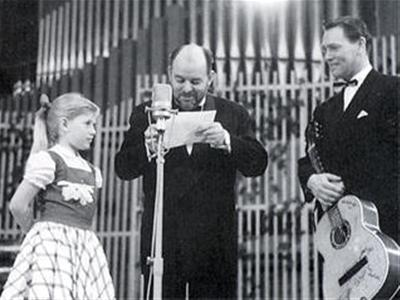
Gitte Hænning (à gauche) en 1957

Elle débute la chanson à l'âge de 8 ans avec son père qui était le chanteur Otto Johansson et avec qui elle apparaît à la télévision. Elle a également participé à la finale nationale de la décision préliminaire du Danemark pour le Concours Eurovision de la chanson 1962 avec la chanson med mig selv Jeg Snakkers partie.
Dans la foulée, Gitte collabora souvent avec le chanteur pop Rex Gildo. Ils étaient au milieu des années 1960, le duo le plus populaire sur le marché de la pop allemande : la chanson Vom Stadtpark die Laternen est numéro un des ventes en Allemagne en 1963. Le duo Gitte / Rex Gildo classa en 1965 six singles plus, le plus de succès étaient maintenant tourner le monde autour de vous que et deux sur le banc. En outre, Gitte a également publié des singles solo en allemand, danois et suédois, le milieu supérieur de vente a émergé dans la plupart des cas. Souvent, elle est invitée dans des émissions télévisées. Dès le début, elle a eu des entretiens avec le Jazz. En 1968, l'amant passionné de jazz avec le célèbre Clarke-Boland Big Band album My Kind of mondiale fut accueilli à l'époque par les critiques avec bienveillance, mais par le public que plusieurs années plus tard, lors d'une nouvelle version sur CD sous le titre Out of Ce monde a été noté.

### Années 1970 - 1990
Dans la fin des années 1960 et au début des années 1970 connu un succès avec les singles Gitte problèmes, mais secrètement, millionnaire, roses blanches, alors vous êtes et arc en ciel.
En 1973, elle a commencé pour l'Allemagne avec le titre «jour pour les jeunes" à l'Euro Song Contest Vision et a terminé huitième. Dans les années 1970, il a été frappé avec des titres tels que La beauté de l'homme n'est pas un (1975) et permettez-moi de ne pas seule (1976) continue placements graphiques parvenir à un bon, atteignant J'aime joué à Monte Carlo (1974) quand également rares, même le Top Ten. Les deux membres masculins du groupe ABBA produit la piste pour Gitte fin heureuse, d'un seul côté A est libéré à 1976. Encore et encore, avait Gitte propre personnalité dans les émissions de télévision (1974, 1978, 1981, 1983). Alors que dans star Voir Allemagne a été établi que, bien qu'ils continuent à être publiées en Scandinavie, mais avec la diminution de la réussite.
Décalage d'image vers interprète pop graves dans le début des années 1980 a apporté une elle maintenant l'attention des critiques. Réjouis-toi juste au début pas trop (l'allemand version de Andrew Lloyd-Webber, Hits C'est Rechercher Off Your Face ") a été de prendre 1980 grand succès (# 10). La pièce faisait partie de la Lloyd Webber-écrit par et à l'origine par Marti Webb a enregistré une des comédies musicales-agir pour une personne me dire dimanche. Haenning a une version allemande de la comédie musicale, intitulée Restez jusqu'à dimanche à. Pour cet album concept, ils ont reçu les années 1980, Prix du Disque Allemand. Après cela a été la femme qui vous aime (des Bee Gees en 1980 pour Barbra Streisand composé), quelque chose s'est passé (1981), Je veux tout (1983) et la peur (1983) leurs plus grands succès. Comme un signe de leur émancipation Gitte désormais également pris avec son nom de famille sur les pochettes. Pendant ce temps, elle a aussi impressionné par plusieurs albums concept comme ungeschminkt (1982), le plus de succès contacts (1983), pour lequel elle a fait son premier disque d'or reçu, et Vengeance (1987). Live a été Hänninger 1984 (tournée toucher), (Vengeance Tour) et 1993 (Darling-retour) à l'expérience sur 1988ème visite Ses deux CD Dearest (1993) et My Favorite Songs (1998), tous deux publiés par WEA, cependant, ont moins bien réussi.
Dans les années 1990, Haenning joua plusieurs mois à Berlin dans la comédie musicale rock et Shakespeare, celle de Friedrich Kurz a été produite. Elle appartenait à un peu plus tard aussi l'ensemble du mur de Berlin performances tente avec succès de La Flûte enchantée, mise en scène par George Tabori. Parfois, elle fait quelques apparitions à la musique, comme les programmes-festival. Un concert de jazz de son père Otto Hänninger dans le Komische Oper de Berlin en 1997 avec grand succès. Le concert Songs for My Father a également été publié sur un live CD.

### Années 2000 à aujourd'hui
De 2001 à 2003, elle était avec son "In Jazz" succès tournée programme de l'Allemagne. Jusqu'à présent, elle se produit avec le programme à nouveau pour toujours.
En novembre 2004, a célébré son 50e Gitte anniversaire de scène avec une petite série de concerts et chante de nouvelles et vieilles chansons. Pour cet anniversaire, elle a publié deux de ses auto-produit des albums CD de nouvelles - un album de jazz en direct de "In Jazz" tournée et l'album pop Johansson, que son père est mort en 2004, dédiée au printemps.
Gitte, Wenche, Siw 2005 à Francfort le Juin 2004 jusqu'à la fin de l'année 2007 se sont unis avec Gitte Wenche Myhre et Siw Malmquist avec le programme de Gitte, Wenche, Siw - Die Show («GWS-The Show") environ 500 fois à Berlin, Hambourg, Munich, Francfort, Stuttgart, Brême en Suisse et en Autriche ainsi que dans de nombreux autres endroits sur la scène. Avec deux collègues, elle se connecte, en plus de l'origine scandinave, comme la station de nombreux dans le show business. Le CD live sortira au printemps 2005, le spectacle atteint la 100ème place dans le classement officiel allemand.
Gitte était dans sa maison en 1980 avec la version danoise de séjour jusqu'à dimanche pendant longtemps la dernière fois avec succès. Le LP atteint il y a le 4 Place. Ceci a été suivi par quelques-uns seulement le meilleur de CD, mais pas plus loin. Étonnamment, donc, a été le succès des ventes de la boîte de CD-série 4 "The Complete Popboks 1958-1965" au printemps de 2006, des ventes d'albums au Danemark jusqu'au 8 L'espace pourrait place.
En novembre 2006, le documentaire Je veux tout - l'histoire Haenning par le réalisateur Marc Boettcher au film Nordic Days première et plus tard à la télévision aussi. En juin 2007, le film apparaît sur DVD et il est de publier un double-CD.
La fin du mois d'août 2007, la maison de disques Sony BMG, les trois albums à succès, "Restez jusqu'à dimanche», «brut» et «toucher» une fois dans un CD-case 3. Les trois albums ont été dans la fin des années 1980, ne sont plus disponibles dans le commerce et sont maintenant à nouveau disponibles pour les fans.
À l'automne de 2007, Gitte vous vivez en Allemagne à nouveau l'expérience. Elle fait une tournée avec son orchestre une assemblée spécialement du programme axé sur le jazz "je veux" par les théâtres allemands et les salles de concert. En octobre 2008 a été Haenning et son orchestre personne 13, avec le programme orienté pop "Je veux tout - Tour 2008" en tournée. La visite de les mettre en 2009 et 2010 avec la tournée de concerts Je veux que tout parti.
De fin mai à juillet 2010, elle a joué et chanté dans le Shakespeare -Theaterinzenierung de " La Nuit des Rois " dirigé par Armin bois au Festival de la Ruhr à Marlborough, puis à la Renaissance-Theater (Berlin) le rôle de "fou". En novembre 2010, Gitte publie un nouvel album composé de nouveaux enregistrements de leurs plus grands hits et quatre nouvelles chansons, intitulé Qu'est-ce que vous voulez.